# Cyrillisch schrift

Deze kaart toont de landen in de wereld die een cyrillisch alfabet hanteren.
Cyrillisch is het enige officiële schrift.
Cyrillisch is co-officieel samen met een ander schrift. In het geval van Moldavië en Georgië is dit in niet-erkende onafhankelijk verklaarde deelgebieden.
Cyrillisch is niet officieel, maar wordt door historische omstandigheden nog vaak gebruikt.
Cyrillisch wordt niet gebruikt.

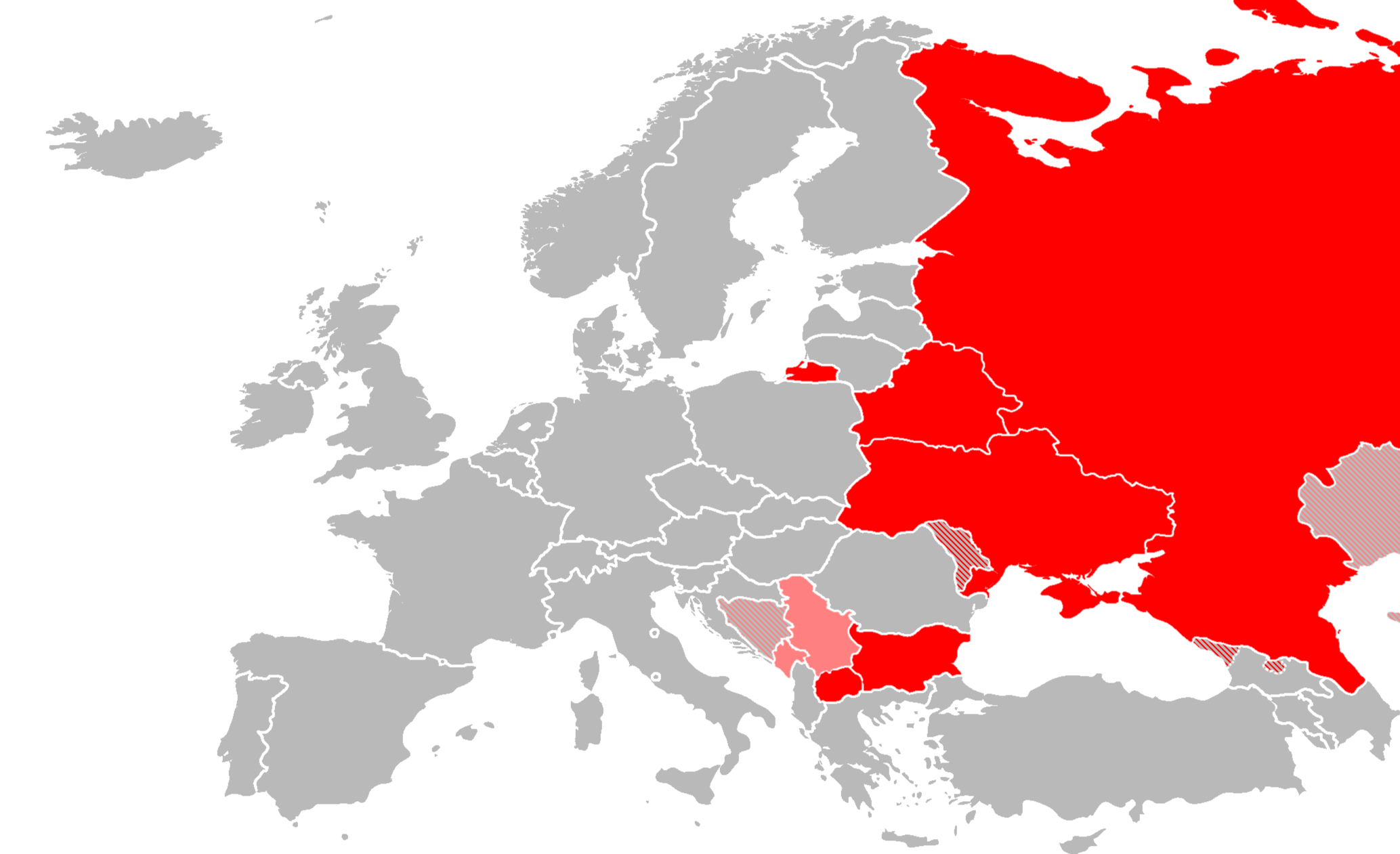
Cyrillisch Europa

Het cyrillische of kyrillische schrift (Oekraïens: кирилиця, kyrylytsya; Russisch: кириллица, kirillitsa; Servisch: ћирилица/ćirilica, Macedonisch en Bulgaars: кирилица/kirilica) is een alfabetisch schrift waarvoor in de loop der eeuwen een aantal alfabetten zijn ontwikkeld voor gebruik in verschillende talen.

## Geschiedenis
Begin 21e eeuw is er nog een aantal grote Slavische talen die een cyrillisch alfabet hanteren, zoals het Bulgaars, Macedonisch, Montenegrijns, Oekraïens, Russisch, Servisch en Wit-Russisch. Onder Russische invloed wordt ook in veel niet-Slavische talen als het Kazachs, Kirgizisch, Tataars (Turkse talen), het Tadzjieks, Oedmoerts, Mongools en nog veel andere kleinere talen, zoals het Karelisch, het cyrillische schrift gebruikt. Tot 1859 werd ook het Roemeens in dit schrift geschreven. In de voormalige Moldavische SSR werd het Moldavisch (een Roemeens dialect) met een cyrillisch alfabet geschreven.
Het cyrillisch wordt door ongeveer 250 miljoen mensen gebruikt in Europa en Azië en is het op vijf na meest gebruikte schrift ter wereld naar aantal gebruikers.
De opzet van de cyrillische alfabetten is afgeleid van het Glagolitisch alfabet uit de 9e eeuw dat wordt toegeschreven aan de monnikenbroeders Cyrillus en Methodius en vindt zijn oorsprong in het Eerste Bulgaarse Rijk. De vorm van de gliefen (tekens) in het cyrillische alfabet is voornamelijk gebaseerd op Griekse letters, hoewel sommige hun Glagolitische vorm hebben behouden. De bijdrage van Cyrillus aan het Glagolitische alfabet en daarmee tot het cyrillische alfabet wordt gememoreerd in de naam cyrillisch.

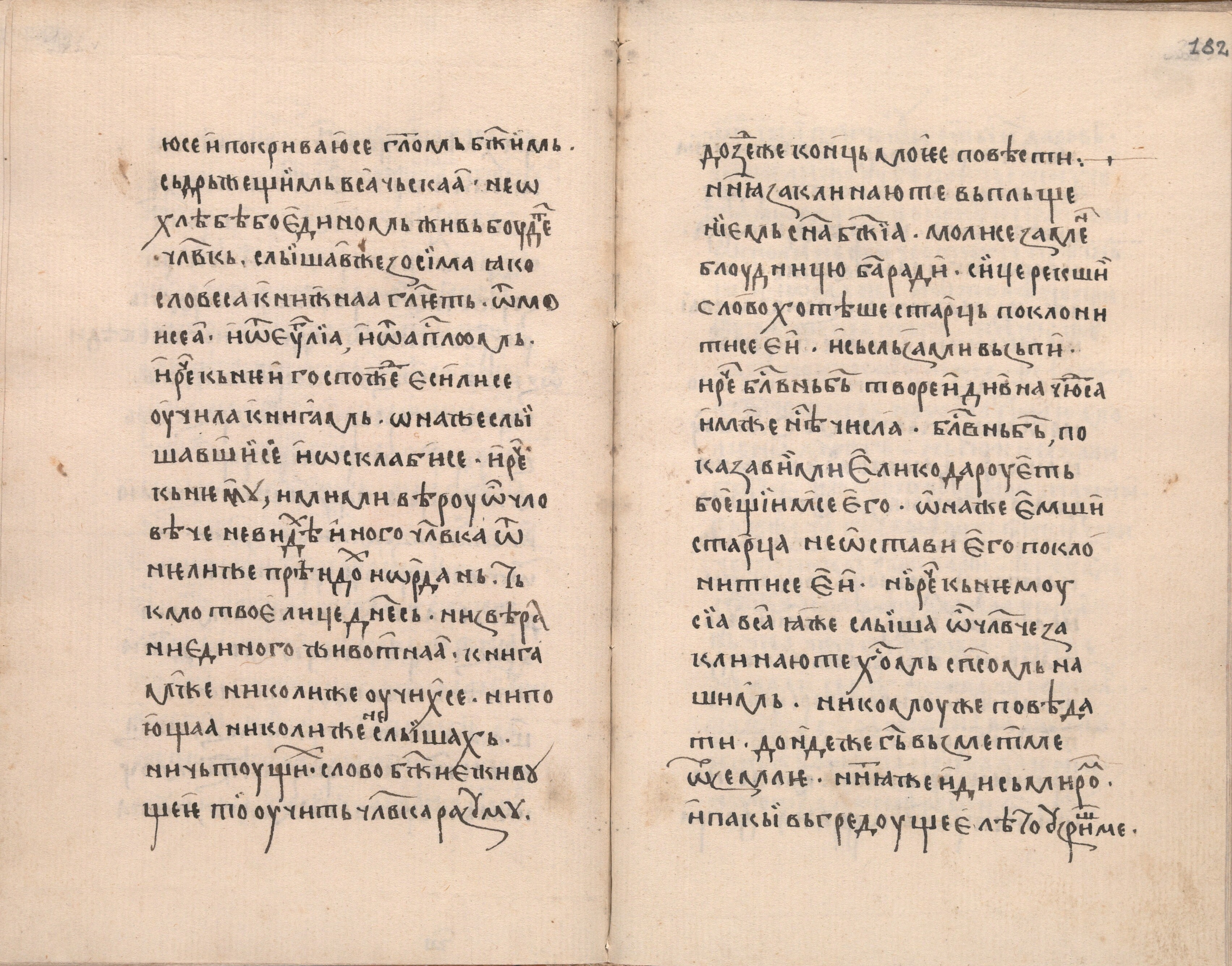
Voorbeeld van het Cyrillisch handschrift in de middeleeuwen. Fragment uit het manuscript "Bdinski Zbornik". Geschreven in het Oud Slavisch, 1360.

In de middeleeuwen verspreidde het cyrillische schrift zich in Oost-Europa en op de Balkan, waarbij het Roemeens er vanaf 1439 ook toe overging en het Latijns schrift afschafte. Het Tsaardom Rusland veroverde in vroegmoderne tijd Siberië en zijn opvolger, het Russische Rijk, de rest van Noord-Azië, Centraal-Azië, de Kaukasus, Finland en vrijwel geheel Oost-Europa, zodat het Russische cyrillische alfabet over al deze gebieden werd verspreid en de standaard zette voor schriftelijke communicatie. Ondertussen werd echter de meerderheid van de rest van de wereld veroverd en gekoloniseerd door West-Europese mogendheden, die daarmee het Latijnse schrift introduceerden in de rest van de wereld, waarbij in de meeste gevallen het gebruik van alle lokale schriften (voor zover aanwezig) in de Amerika's, sub-Sahara Afrika en Australazië verregaand werd gemarginaliseerd.
De vroege bolsjewieken wilden  de gehele Sovjet-Unie latiniseren omdat zij hoopten het socialisme beter over de hele wereld te kunnen verspreiden als men hetzelfde schrift zou gebruiken. Bovendien probeerde men de overwegend islamitische bevolkingen in Centraal-Azië en de Kaukasus te isoleren door hun Perzisch-Arabische schriften te vervangen door Latijnse letters. De latinisering van de Sovjet-Unie was een project dat grofweg duurde van 1920 tot 1940. Vanaf 1930 werd het, in belangrijke mate onder invloed van Jozef Stalin, weer teruggedraaid en werden alle talen in de Sovjet-Unie voortaan in het cyrillisch geschreven, waarvoor per taal een apart cyrillisch alfabet werd ontwikkeld. Van 1940 tot 1989 werden alle Sovjettalen in het cyrillisch geschreven. In Joegoslavië werd een compromis gezocht tussen het Latijnse en cyrillische schrift, dat echter nooit helemaal werd gevonden.
Na het uiteenvallen van de Sovjet-Unie in 1989–1991 hebben enkele ex-Sovjetrepublieken er bewust voor gekozen het Latijnse schrift opnieuw in te voeren. Daarvoor werden moderne Latijnse alfabetten ontwikkeld. De Joegoslavische oorlogen (1991–1995) leidden eveneens tot het uiteenvallen van Joegoslavië en een verscherpte tegenstelling tussen oost en west, die zich eveneens uitte in een schriftstrijd; Kroaten en Bosniakken schreven hun taal voortaan alleen nog in het Latijnse alfabet en na 2000 keerden ook Montenegrijnse nationalisten zich steeds meer tegen het cyrillisch.

## Alfabetten

### Russisch alfabet
Een groot aantal van de letters van het Russische cyrillische alfabet komt ook in andere Slavische talen voor en deze worden dan over het algemeen op dezelfde wijze getranslitereerd. In sommige gevallen is de romanisering echter anders, zoals bij een aantal letters van het Oekraïens.
Zoals ook met het Latijnse schrift het geval is, maken de verschillende talen met het cyrillische alfabet alle gebruik van hun eigen variant. In het Bulgaars komen bijvoorbeeld de letters ë, ы en э niet voor. Het Kazachs, Oekraïens, Wit-Russisch, Servisch en Macedonisch gebruiken letters die het Russische alfabet niet kent. Daarnaast kan de klankwaarde van verschillende tekens per taal verschillen.

#### Lettervormen
Voor de meeste letters is er geen verschil tussen hoofdletters en kleine letters (behalve de grootte). Iemand die het Latijnse schrift gewend is, kan bij een cyrillische tekst dan ook de indruk hebben dat deze in hoofdletters (of kleinkapitalen) gedrukt is.
In handschrift zijn er wel verschillen, en dat geldt ook voor de cursieve drukletters (die van het handschrift zijn afgeleid). Zo zijn de niet-cursieve т en de м eigenlijk niet anders dan in het Latijnse schrift, maar wordt een handgeschreven т (т) door een Westerse lezer gemakkelijk voor een м (м) aangezien. Andere in cursief afwijkende letters zijn д (д), г (г) en и (и). In handschrift kan д д ook op een handgeschreven Latijnse g lijken (met de krul naar onder in plaats van boven).
Vooral in de Zuid-Slavische landen is het gebruikelijk dat handgeschreven letters die op elkaar lijken, worden voorzien van een streepje om ze uit elkaar te houden. In die gevallen krijgen п en т een streepje boven de letter, и en ш een streepje eronder.

### Servisch cyrillisch alfabet
| А а | Б б | В в | Г г | Д д | Ђ ђ | Е е |
| Ж ж | З з | И и | Ј ј | К к | Л л | Љ љ |
| М м | Н н | Њ њ | О о | П п | Р р | С с |
| Т т | Ћ ћ | У у | Ф ф | Х х | Ц ц | Ч ч |
| Џ џ | Ш ш |     |     |     |     |     |

## Transliteratie

### Tabel
| Hoofd- letter | Kleine letter | Naam         | Naam        | Naam | Transliteratie | Transliteratie | Transliteratie | Transliteratie |
| Hoofd- letter | Kleine letter | Russisch     | Nederlands  | IPA  | ISO 9:1995     | ISO R/9        | Nederlands     | Engels         |
| ------------- | ------------- | ------------ | ----------- | ---- | -------------- | -------------- | -------------- | -------------- |
| А             | а а           | A            | A           | ɑ    | a              | a              | a              | a              |
| Б             | б б           | Бэ           | Be          | bɛ   | b              | b              | b              | b              |
| В             | в             | Вэ           | Ve          | vɛ   | v              | v              | v/w            | v              |
| Г             | г г           | Гэ           | Ge          | gɛ   | g              | g              | g              | g              |
| Д             | д д           | Дэ           | De          | dɛ   | d              | d              | d              | d              |
| Е             | е             | Е            | Je          | jɛ   | e              | e              | e/je           | e,ye,ie        |
| Ё             | ё ё           | Ё            | Jo          | jɒ   | ë              | ë              | o/jo           | yo,e           |
| Ж             | ж ж           | Же           | Zje         | ʒɛ   | ž              | ž              | zj             | zh             |
| З             | з з           | 3э           | Ze          | zɛ   | z              | z              | z              | z              |
| И             | и             | И            | I           | i    | i              | i              | i              | i              |
| Й             | й             | И краткое    | korte I     | -    | j              | j              | j              | y              |
| К             | к к           | Ка           | Ka          | kɑ   | k              | k              | k              | k              |
| Л             | л л           | Эль          | El          | ɛl   | l              | l              | l              | l              |
| М             | м м           | Эм           | Em          | ɛm   | m              | m              | m              | m              |
| Н             | н             | Эн           | En          | ɛn   | n              | n              | n              | n              |
| О             | о             | О            | O           | ɔ    | o              | o              | o              | o              |
| П             | п             | Пэ           | Pe          | pɛ   | p              | p              | p              | p              |
| Р             | р             | Эр           | Er          | ɛr   | r              | r              | r              | r              |
| С             | с с           | Эс           | Es          | ɛs   | s              | s              | s              | s              |
| Т             | т т           | Тэ           | Te          | tɛ   | t              | t              | t              | t              |
| У             | у у           | У            | Oe          | u    | u              | u              | oe             | u              |
| Ф             | ф             | Эф           | Ef          | ɛf   | f              | f              | f              | f              |
| Х             | х х           | Ха           | Cha         | χɑ   | h              | h              | ch             | kh             |
| Ц             | ц ц           | Цэ           | Tse         | tsɛ  | c              | c              | ts             | ts             |
| Ч             | ч ч           | Че           | Tsje        | tʃɛ  | č              | č              | tsj            | ch             |
| Ш             | ш ш           | Ша           | Sja         | ʃɑ   | š              | š              | sj             | sh             |
| Щ             | щ щ           | Ща           | Sjtsja      | ʃtʃɑ | ŝ              | šč             | sjtsj          | shch           |
| Ъ             | ъ ъ           | Твёрдый знак | Hard teken  | -    | "              | "              | -              | "              |
| Ы             | ы ы           | Ы, Еры       | Jery        | jɛrɨ | y              | y              | y              | y              |
| Ь             | ь ь           | Мягкий знак  | Zacht teken | -    | '              | '              | -              | -              |
| Э             | э э           | Э            | E           | ɛ    | è              | ė              | e              | e              |
| Ю             | ю ю           | Ю            | Joe         | ju   | û              | ju             | joe            | yu             |
| Я             | я я           | Я            | Ja          | jɑ   | â              | ja             | ja             | ya             |

### Proces
Het omzetten van cyrillische tekst naar Latijnse letters is een vorm van transliteratie. Voor transliteratie van cyrillische letters bestaan echter verschillende systemen. Dit heeft als gevolg dat men bijvoorbeeld van Russische namen verschillende schrijfwijzen tegenkomt. Zo kan men de naam Горбачёв tegenkomen als Gorbačev, Gorbachev, Gorbachov, Gorbachow, Gorbacxevo, Gorbatjov, Gorbatschow, Gorbatsjev, Gorbatsjew, Gorbatsjov, Gorbatsjow enzovoort. (De transliteratie van de naamsuitgang -ёв als -jev, in plaats van -jov, is te wijten aan de omstandigheid dat in het Russisch de umlaut op de е (ë) doorgaans wordt weggelaten.)
Eenvoudig gesteld zijn er twee soorten transliteratiesystemen voor het cyrillisch: internationale en nationale. In de tabel hierboven zijn drie systemen weergegeven, een internationale (ISO/R9) en twee nationale. Het hier weergegeven Engelse systeem is dat van het British Standards Institution, een ander Engels systeem is dat van de Library of Congress.
Het ISO/R9-systeem is ontwikkeld door de Internationale Organisatie voor Standaardisatie (ISO) en is een voorbeeld van een internationaal systeem. Dit systeem is ondubbelzinnig en wordt in de wetenschap algemeen gebruikt, maar daarbuiten minder vaak. Bij dit systeem wordt gebruikgemaakt van diakritische tekens. Een diakritisch teken dat in het Nederlands nooit wordt gebruikt, maar wel belangrijk is voor het ISO/R9-systeem is de haček.
In 1995 vernieuwde de ISO dit systeem. Uitgangspunt voor de aanpassing is dat elke cyrillische letter wordt omgezet in een enkel Latijns equivalent.
Bij nationale systemen gaat men uit van de uitspraak van de taal van de context waarin de getranslitereerde woorden of namen worden gebruikt. Als men Joeri op zijn Nederlands uitspreekt, Yuri op zijn Engels, en Youri op zijn Frans, dan komt dat redelijk overeen met de Russische uitspraak van de naam Юрий. De uitgang -ий komt vaak voor en wordt op Wikipedia niet gespeld als -ii of -ij maar als -i. Bij de omzetting van de lettercombinaties ие en ия in ije en ija, bijvoorbeeld in Киев en Известия, levert dat Kijev en Izvestija op, waar de Nederlandse lezer de ij-klank kan zien. Mede om dat te voorkomen, is officieel gekozen voor Kiev en facultatief voor Izvestia. De lettercombinatie ie roept ook weer verwarring op, die kan worden opgelost door gebruik van een trema: Алиев en Алексиевич worden dan Aliëv en Aleksiëvitsj naast Alijev en Aleksijevitsj. Die keuze is vrij.
Aan elk transliteratiesysteem kleven voor- en nadelen. Een voordeel van het ISO/R9-systeem is dat het onafhankelijk is van de in de context gebruikte taal, een nadeel is dat voor de niet-ingewijde lezer onduidelijk is hoe het uitgesproken moet worden. Nationale systemen zijn niet ondubbelzinnig, maar hebben als voordeel dat ze de (autochtone) lezer helpen de naam redelijk goed uit te spreken. Deze problemen bestaan trouwens ook als er geen transliteratie wordt toegepast. Bijvoorbeeld, de plaatsnaam Bordeaux wordt in Latijns schrift bijna overal op dezelfde manier geschreven, waarbij de lezer geacht wordt de juiste uitspraak te kennen. In het Russisch schrijft men echter Бордо (Bordo) en dan is de uitspraak duidelijk, op de klemtoon na.
Een complicerende factor is dat sommige klanken die de cyrillische letters weergeven, niet altijd goed overeenkomen met de klanken van de taal van de lezer, of er zelfs niet in voorkomen. De uitspraak van bijvoorbeeld de cyrillische letter В in het Servisch zit tussen de Engelse V en W, maar komt met geen van beide precies overeen. Bovendien worden cyrillische letters, vooral in het Russisch, niet overal op dezelfde manier uitgesproken, dus als men een nationaal transliteratiesysteem juist wil toepassen, moet men ook de uitspraakregels van die taal kennen.

## Migratie
Personen wier moedertaal in het cyrillisch wordt geschreven en die naar een land emigreren waar men het Latijnse alfabet gebruikt, maken meestal zelf de keus hoe voortaan hun naam wordt geschreven. Een voorbeeld is de in Rusland geboren componist Rachmaninoff, wiens naam oorspronkelijk geschreven werd als Рахманинов. Hij emigreerde naar de Verenigde Staten, en het lag daarom voor de hand om zijn naam te translitereren tot Rakhmaninov. Hij koos echter zelf voor Rachmaninoff en heeft dat als zodanig vast laten leggen, en dat is sindsdien de officiële spellingswijze van zijn naam. Door de autoriteiten in Europa wordt indien mogelijk uitgegaan van de schrijfwijze in het Latijnse alfabet zoals die in het paspoort uit het land van herkomst, naast de naam in het cyrillisch, is vastgelegd. In de paspoorten van de Russische Federatie wordt daar de Engelse wijze van translitereren voor gebruikt maar ten tijde van de Sovjet-Unie werd in de paspoorten de Franse transliteratie van het cyrillisch gebruikt. Dat kan soms voor verwarring zorgen, onder andere voor Russen van West-Europese afkomst (ongeveer 1 miljoen mensen, van wie de meesten Duitse wortels hebben). Zo worden de achternamen Müller en Gautier/Gauthier in het Russisch als Мюллер en Готье gespeld, zodat die achternamen in het paspoort dan de schrijfwijze Myuller en Gotye krijgen, waarbij de oorspronkelijke schrijfwijze van de naam geen recht wordt gedaan. In het Nederlands zouden die namen als Mjoeller en Gotje moeten worden gespeld. In Wit-Rusland mogen de burgers echter zelf bepalen hoe ze hun naam in het Latijnse alfabet in het paspoort laten vastleggen.